# Calliotropis pulvinaris
Calliotropis pulvinaris is een slakkensoort uit de familie van de Eucyclidae. De wetenschappelijke naam van de soort is voor het eerst geldig gepubliceerd in 2005 door Vilvens.